# Dècada del 1070
La dècada del 1070 comprèn el període que va des de l'1 de gener del 1070 fins al 31 de desembre del 1079.

## Esdeveniments
- 1071: batalla de Mantziciert
- Reforma gregoriana
- Revolta dels comtes a Anglaterra

## Personatges destacats
- Anselm de Canterbury
- Omar Khayyam
- Gregori VII
- Rodrigo Díaz de Vivar